# Arabia Saudită
Arabia Saudită (în arabă السعودية; as-Su‘ūdiyyah sau as-Sa‘ūdiyyah), oficial, denumită Regatul Arabiei Saudite (arabă المملكة العربية السعودية al-Mamlakah al-‘Arabiyyah as-Su‘ūdiyyah) este cea mai mare țară din Peninsula Arabă și cea mai mare țară arabă din Asia de Vest. Se învecinează cu Iordania la nord, cu Irak - la nord și nord-est, cu Kuweit, Qatar, Bahrain și Emiratele Arabe Unite la est, Oman - la sud și sud-est și Yemen - la sud. De asemenea, are o coastă maritimă de mari dimensiuni, în partea estică aflându-se Golful Persic, iar în partea vestică aflându-se Marea Roșie. Este numită "Țara celor doua moschei sfinte", o referință la Mecca și Medina, cele mai sfinte locuri ale Islamului. Aderări mai importante: O.N.U. (1945), Liga Arabă, OPEC (Organizația Țărilor Exportatoare de Petrol).

## Istorie

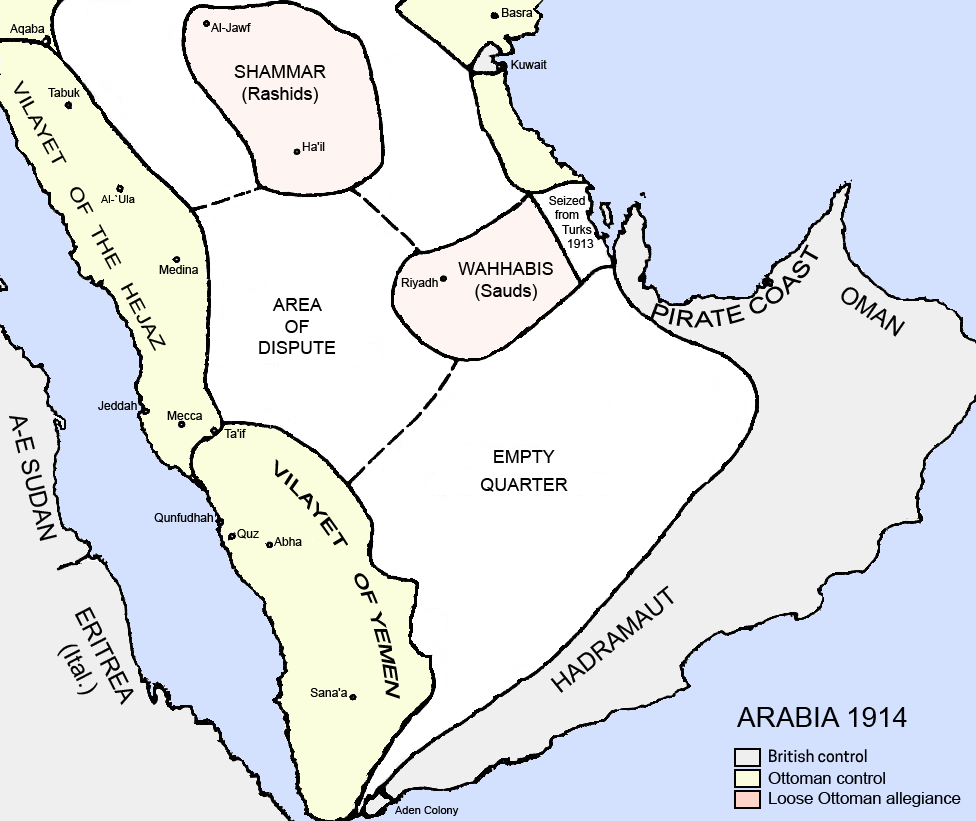
Peninsula Arabia în 1914

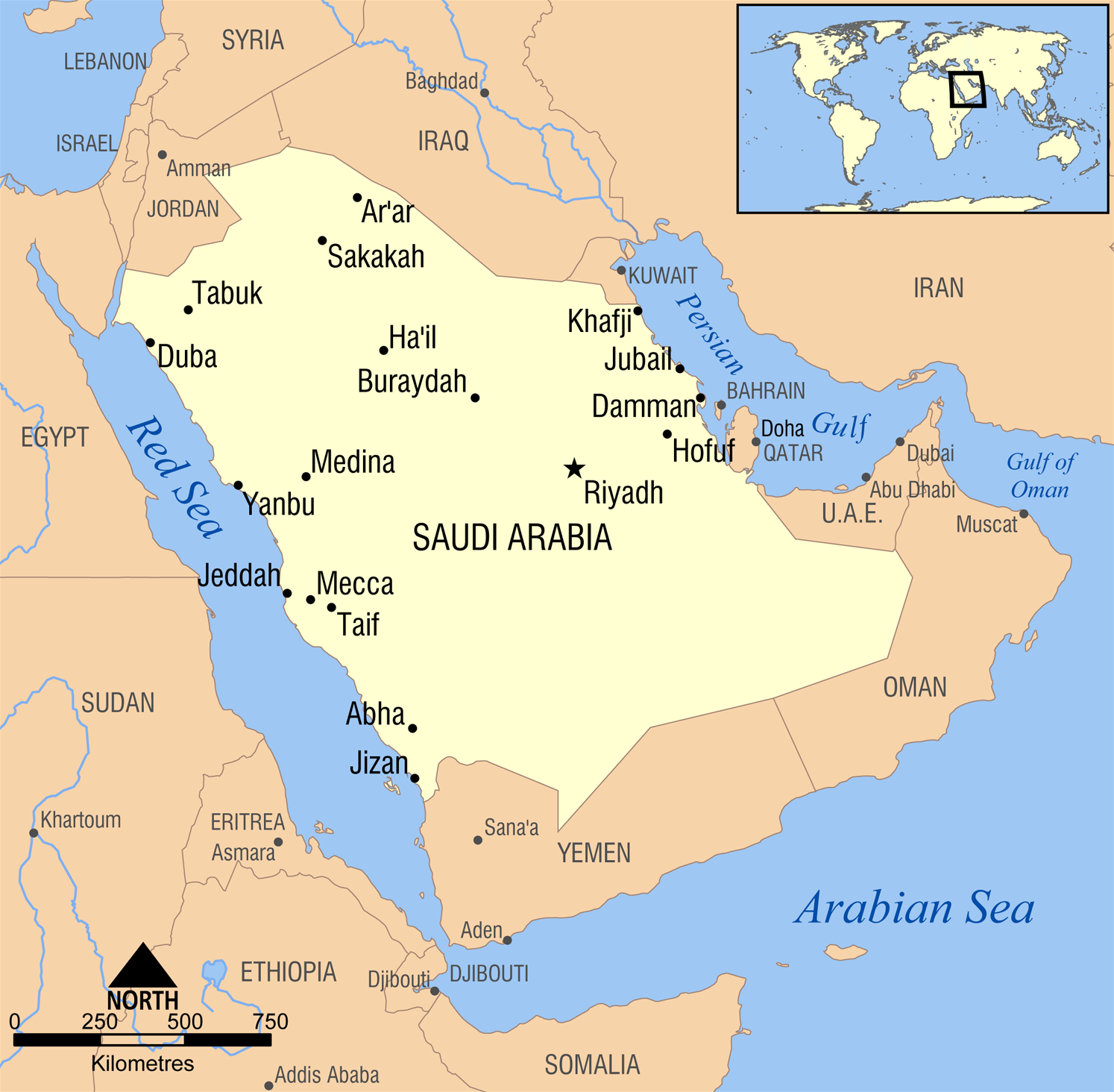
Regatul Arabiei Saudite după unificare în 1932

Locuită din mileniul I î.Hr. de triburi arabe care întemeiază mici regate efemere, Peninsula Arabică este unificată pentru prima dată, între 630 și 635, de Muhammad (Mahomed), întemeietorul Islamului. De aici pornesc cavalerii arabi care vor răspândi noua religie prin Africa de Nord până în Spania, iar în Asia până în inima Indiei. O dată cu decăderea Califului Abbasid, în Peninsula Arabică iau naștere, în secolele 9 – 10, mici principate feudale, care ajung, în secolul XVI sub suzeranitatea Imperiului Otoman, situație menținută, cu întreruperi, până în 1918. 
Muhammad Ibn al-Wahhab pune în Nejd, după 1740, bazele unei secte islamice puritane și militante, câștigând de partea sa și pe emirul de Daraiyya, Muhammad Ibn Saud, fondatorul actualei dinastii dominatoare din Arabia Saudită. Ibn Saud și fiul său cuceresc Nejdul, unificând aproape întreaga peninsulă sub autoritatea dinastiei saudite, dar statul Wahhabit este înfrânt, în 1818, de forțe britanice și egiptene. Eșuează, astfel, prima tentativă de constituire a unui stat saudit. Începând cu anul 1902, Abd al-Aziz II Ibn Saud (1902 –1953), emir din Nejd și imam al wahhabiților, reconstituie statul wahhabit și unește sub autoritatea sa cea mai mare parte a Peninsulei Arabice.
La 23 septembrie 1932 el ia titlul de rege al Arabiei.

## Politică
Arabia Saudită este o monarhie absolutistă. Succesiunea la tron este ereditară, regele trebuind să fie urmașul lui Ibn Saud, dar și electivă, el fiind ales de către un consiliu al familiei regale. De obicei, este ales rege cel mai vârstnic dintre fiii lui Ibn Saud.

### Administrația centrală și alegerile
Instituția centrală, Guvernul Arabiei Saudite, este monarhia Arabia. Legea fundamentală adoptată în 1992 a declarat că Arabia Saudită este o monarhie condusă de descendenții de sex masculin pentru primul rege, Abd Al Aziz Al Saud (sau Abdulaziz Al Saud), și că, Coranul este constituția țării, care este reglementată pe baza legii islamice (Shari'a). La 20 octombrie 2006, a fost înființat un comitet de principi care să voteze cu privire la eligibilitatea viitorilor regi și prinți moștenitori. Comitetul, care urmează să fie cunoscut sub numele instituției credință, include fiii și nepoții cheie ai Regelui Abdul Aziz. Conform noilor norme, comisia poate vota pentru unul din cei trei principi numiți de către rege. În cazul în care nici regele nici prințul moștenitor nu sunt în măsura de a lua decizii, un consiliu de tranziție format din 5 membri va conduce afacerile de stat pentru o perioadă de maximum o săptămână.
Nu sunt recunoscute nici partidele politice sau alegerile naționale, cu excepția alegerilor locale care au avut loc în anul 2005. Puterile regelui sunt, teoretic, limitate de Shari'a și alte tradiții saudite. El trebuie, de asemenea, să păstreze un consens al familiei regale saudite, lideri religioși (ulema) și alte elemente importante în societatea arabă.
Arabia Saudită nu are parlament, în schimb există un program național "Consiliul Consultativ" (care este compus din 150 cetățeni arabi numiți de rege, pentru o perioadă de patru ani pentru a servi într-un rol consultativ). Numărul membrilor Consiliului a crescut în mod constant de-a lungul anilor și are propriile sale comitete și o capacitate limitată de a discuta despre legislația propusă, dar funcția sa principală este de a-l consilia pe rege.
Nici partidele politice sau sindicatele nu sunt permise. În anii 1990, Partidul Acțiunii Arabe Socialiste și Partidul Comunist din Arabia Saudită s-au desființat și membrii lor au fost eliberați din închisoare, după ce au acceptat să își înceteze activitățile lor politice.
În 2005, au avut loc primele alegeri municipale arabe, dar așa cum alegerile au fost non-partizane, partidele politice nu au fost permise.
Alte partide interzise, cum ar fi Hizb ut-Tahrir, continuă să funcționeze, dar nu în mod deschis.

### Drepturile omului

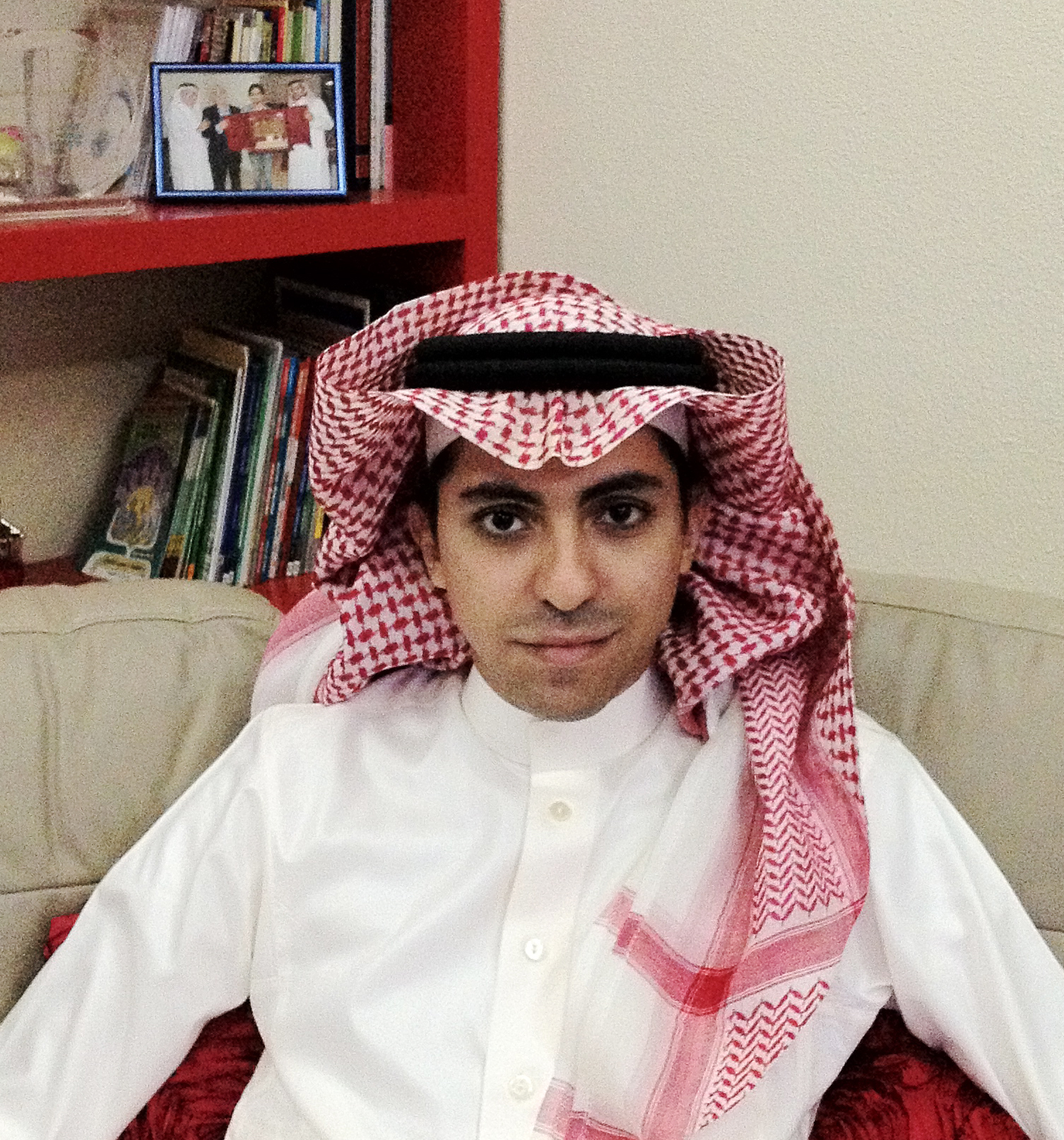
În 2014, scriitorul saudit Raif Badawi a fost condamnat la 10 ani de închisoare și 1000 lovituri de bici pentru „insultă adusă islamului”

Organizații cu sediul în Occident precum Amnesty International și Human Rights Watch au condamnat în mod repetat sistemul judiciar saudit și pedepsele lui severe. Nu există procese cu jurați în Arabia Saudită, iar completele de judecată au proceduri sumare. Human Rights Watch, într-un raport din 2008, nota că un cod de procedură penală fusese introdus pentru prima oară în 2002, dar îi lipseau cele mai de bază proceduri de apărare și, în orice caz, era în mod obișnuit ignorat de judecători. Deseori, cei arestați nu sunt informați despre infracțiunea de care sunt acuzați, sunt lipsiți de dreptul la un avocat și sunt subiectul tratamentelor abuzive dacă nu mărturisesc ce li se cere. La proces se pornește de la prezumția de vinovăție, iar acuzaților li se interzice adesea dreptul de a examina martorii și dovezile sau de a prezenta o apărare legală. Multe procese se desfășoară în secret. Un exemplu de pedeapsă în urma unui astfel de proces: în octombrie 2015, pensionarul britanic bolnav de cancer Karl Andree, în vârstă de 74 de ani, a fost condamnat la 360 lovituri de bici pentru că a fermentat alcool pentru uzul propriu. Familia sa se teme că pedeapsa l-ar putea ucide.
Arabia Saudită este acuzată ca având unul din cele mai proaste istorice din lume în privința severelor încălcări ale drepturilor omului. Problemele din acest domeniu care au atras cele mai multe critici includ extrema discriminare a femeilor, pedeapsa capitală pentru homosexualitate, discriminarea religioasă, lipsa libertății cuvântului și a libertății de conștiință, precum și acțiunile poliției religioase. Între 1996 și 2000, Arabia Saudită a participat la patru convenții ONU privind drepturile omului și, în 2004, guvernul a aprobat înființarea Societății Naționale pentru Drepturile Omului (SNDO), condusă de personal guvernamental, pentru a monitoriza implementarea acestora. Până în prezent, activitățile SNDO sunt extrem de limitate și persistă dubiile privind neutralitatea și independența sa. Arabia Saudită rămâne una din puținele țări din lume care nu acceptă Declarația Universală a Drepturilor Omului. Ca răspuns la criticile continue ale încălcărilor drepturilor omului în regat, guvernul saudit subliniază caracterul islamic special al țării și sugerează că acesta justifică o ordine socială și politică diferită. Comisia Statelor Unite pentru Libertatea Religioasă Internațională a încercat fără succes să-l forțeze pe președintele Barack Obama să ridice chestiunea drepturilor omului în convorbirile cu Regele Abdullah, în timpul vizitei pe care a efectuat-o în regat în martie 2014, în special privitor la încarcerarea lui Sultan Hamid Marzooq al-Enezi, Saud Falih Awad al-Enezi și Raif Badawi. De asemenea, Arabia Saudită organizează zeci de execuții în fiecare an, în general pentru omoruri sau trafic de droguri, deși sunt executați oameni și pentru renunțarea la islam sau pentru „crime” împotriva familiei regale. Metoda de execuție obișnuită este decapitarea în public. Spre exemplu, Ali Mohammed Baqir al-Nimr a fost arestat în 2012, când avea doar 17 ani, pentru că a luat parte la protestele antiguvernamentale din timpul Primăverii Arabe. În mai 2014, Ali al-Nimr a fost condamnat la decapitare în public și crucificare.
În 2013, guvernul a deportat mii de ne-saudiți, mulți dintre ei lucrând ilegal în țară sau având vizele expirate. Abundă rapoartele privind lucrători străini care au fost abuzați sau torturați de angajatorii lor sau de către alți cetățeni saudți. Deportarea a condus la faptul că multe servicii de bază suferă acum de lipsa forței de muncă, deoarece mulți cetățeni saudiți se feresc să ocupe posturi în meserii considerate inferioare.
Arabia Saudită are un „Program Împotriva Radicalizării”, al cărui scop este să „combată răspândirea și atracția ideologiilor extremiste în sânul populației” și să „insufle adevăratele valori ale credinței islamice, precum toleranța și moderația”. „Toleranța și moderația” au fost puse sub semnul întrebării de ziarul Baltimore Sun, pe baza rapoartelor Amnesty International privindu-i pe Raif Badawi sau pe un bărbat din Hafr al-Batin condamnat la moarte pentru că a respins islamul. În septembrie 2015, Faisal bin Hassan Trad, ambasadorul saudit la biroul ONU din Geneva, a fost ales președintele Consiliului Națiunilor Unite pentru Drepturile Omului, organism ce numește experți independenți.

## Geografie
Arabia Saudită ocupă 20% din suprafața Peninsulei Arabice. O mare parte a frontierelor cu Emiratele Arabe Unite, Oman și Yemen nu sunt bine definite, din acest motiv, dimensiunea exactă a țării nu se cunoaște, dar este estimată la aproximativ 2.240.000 km².
Clima este uscată și caldă. Jumătate din țară este pustie, pentru că este un deșert cu temperaturi extreme, cu unele zone în care se găsesc oaze. În cea mai mare parte a Arabiei Saudite, vegetația este rară și are un număr limitat de ierburi și arbuști. Fauna cuprinde pisici sălbatice, maimuțe babuin, lei și hiene. Coasta Mării Roșii are o importantă faună maritimă, îndeosebi recife de corali. Zona de coastă se întinde pe 2.640 km.
Regiunea sud-vestică are munți care ajung la 3000 de metri altitudine și este cea mai verde și proaspătă zonă din țară.
În capitala Riyadh, predomină o temperatură medie de 42 °C și 14 °C, în luna ianuarie. În schimb, în Jeddah, pe coasta vestică are o temperatură de 31 °C în luna iulie și de 23 °C în luna ianuarie.
Principalele orașe din Arabia Saudită sunt: Riad (capitala), Dammam, Jeddah, Mecca, Medina. Orașele Mecca și Medina sunt notabile pentru semnificația religioasă pentru musulmani sau urmașii islamului.
Jeddah este un important oraș-port situat de-a lungul Mării Roșii și este poarta de acces pentru pelerinii africani.
În Dammam, se găsește principalul centru de exploatare din bogatele câmpuri petroliere din Arabia Saudită.

## Diviziuni administrative
Arabia Saudită este împărțită în 13 provincii(manatiq idāriyya, – singular mintaqah idariyya). Provinciile sunt, mai departe, divizate în 118 guvernorate, inclusiv cele 13 capitale provinciale, care au un statut diferit de municipiu (amanah) conduse de un primar (amin). Guvernoratele sunt, la rândul lor, împărțite în sub-guvernorate (marakiz, singular: markaz).
|    | Nr.                        | Provincie | Capitală |
| -- | -------------------------- | --------- | -------- |
|    |                            |           |          |
| 1  | Al Jawf (sau Jouf)         | Sakaka    |          |
| 2  | Regiunea Hotarelor de Nord | Arar      |          |
| 3  | Tabuk                      | Tabuk     |          |
| 4  | Ha'il                      | Ha'il     |          |
| 5  | Al Madinah                 | Medina    |          |
| 6  | Al Qasim                   | Buraidah  |          |
| 7  | Makkah                     | Mecca     |          |
| 8  | Al Riyadh                  | Riyadh    |          |
| 9  | Provincia Est              | Dammam    |          |
| 10 | Al Bahah (sau Baha)        | Al Bahah  |          |
| 11 | Asir                       | Abha      |          |
| 12 | Jizan                      | Jizan     |          |
| 13 | Najran                     | Najran    |          |

## Economie
Arabia Saudită are o economie bazată pe petrol, iar Guvernul menține puternic controlul asupra principalelor activități economice. Baza economiei este reprezentată de cele mai bogate zăcăminte de țiței din lume. Arabia Saudită este principala țară a lumii în producția și exportul "aurului negru", cea mai căutată materie primă energetică. Veniturile provenite din exportul de țiței și derivați ai petrolului (90% din export) sunt completate de veniturile din exportul bogatelor surse de gaze naturale.

## Demografie

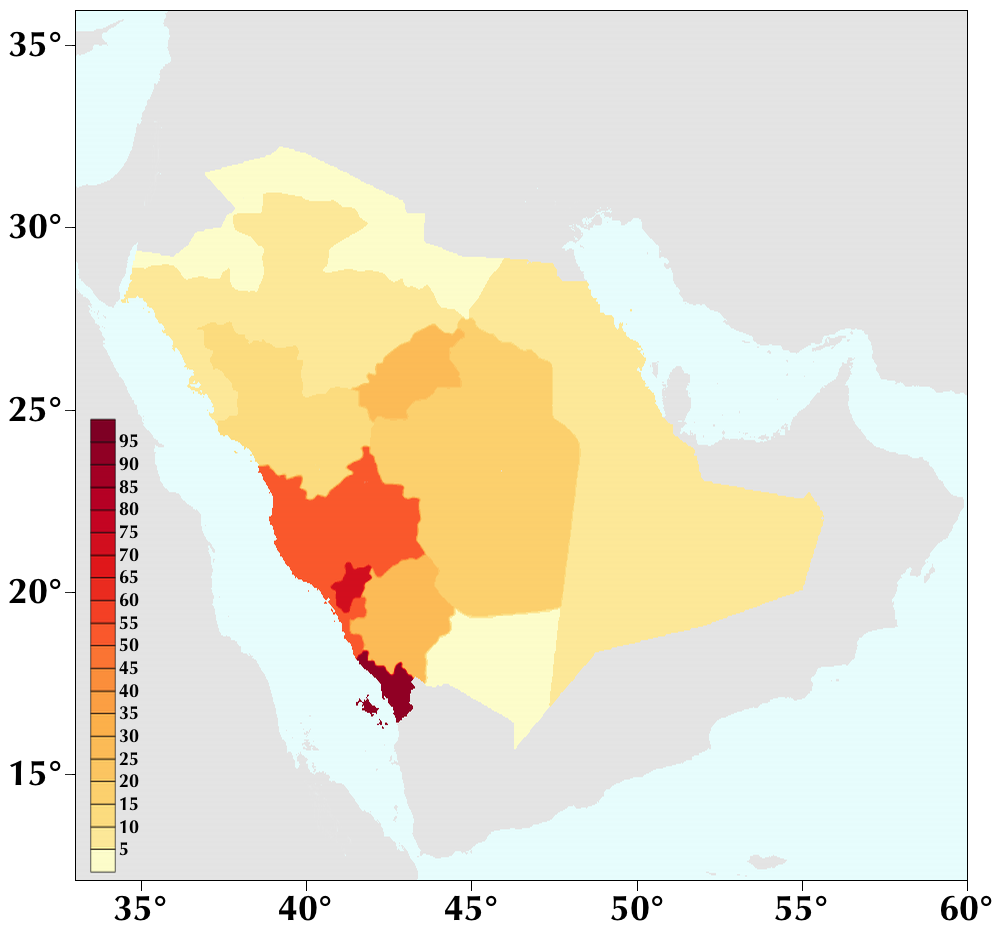
Densitatea populației Arabiei Saudite (locuitori pe km^{2})

#### Populație, limbă și probleme sociale
Populația Arabiei Saudite era de 32.175.224 de locuitori la recensământul din 2022, inclusiv cel puțin 5,5 miloane de imiganți.

## Religie

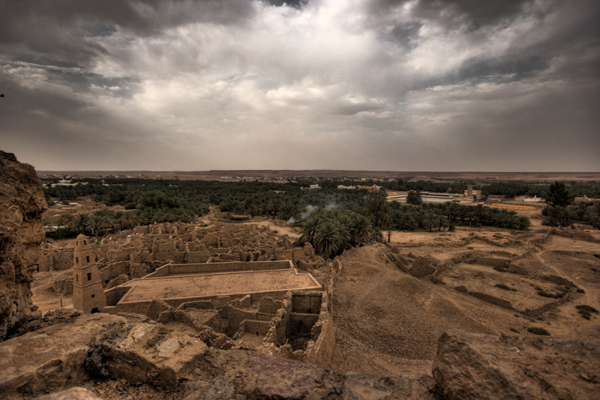
Ruinele orașului Adummatu - Dumat al-Jandal, Arabia Saudită

În Arabia Saudită trăiesc 25 milioane de musulmani, sau 97% din populația totală. Practicarea altei religii decât Islam este permisă doar în căminuri și locuri private, iar guvernul nu garantează vreun drept sau protecție religioasă non-musulmanilor. A doua religie majoră în Arabia Saudită este Creștinismul, cu aproximativ 1,500,000 de credincioși. O majoritate dintre aceștia sunt lucrători străini veniți din Filipine, India, Pakistan, Bangladesh și state din Africa, precum: Etiopia, Nigeria și Kenya. Cu excepția moscheilor și geamiilor (sau alte lăcașuri de cult islamice) nu există alte lăcașuri de cult permise. De asemenea, convertirea la altă religie, în afară de islam, este strict interzisă și se pedepsește cu moartea.

## Patrimoniu mondial UNESCO
Până în anul 2011 pe lista patrimoniului mondial UNESCO au fost incluse 2 obiective din această țară.
- Siturile arheologice de la Al-Hijr (Madâin Sâlih)
- Zona istorică At-Turaif din Ad-Dir’iyah